# Medgaz
Medgaz est un gazoduc qui relie les installations algériennes de Béni Saf jusqu’au port d'Almería en Espagne en passant sous la mer Méditerranée. La longueur du gazoduc est de 210 km avec une profondeur de 2 000 m,.
Ce gazoduc permet d'acheminer un volume annuel de 8 milliards m3, extensibles à 16 milliards m3 à moyen terme,.

## Présentation
Près de 60% du gaz transitant par Medgaz sont destinés au marché espagnol, alors que les 38% restant sont consacrés à l'exportation. En 2017, l'Espagne a consommé 32 milliards de mètres cubes de gaz naturel, dont 11,8 milliards m3 injectés par l'Algérie. L'Espagne est ainsi le deuxième plus gros client de l'Algérie après l'Italie (18 milliards m3).

## Historique
L'idée de la construction du gazoduc remonte aux années 1970, mais les difficultés techniques étaient trop importantes. L'étude du projet a commencé en 2001 par Medgaz pipeline company (Sociedad para el Estudio y Promocion del Gasoducto Argelia-Europa, via Espana S.A.), la faisabilité en 2002–2003. La construction a débuté le 7 mars 2008 à Almeria. Les pipelines étaient totalement posés en décembre 2008. L'inauguration officielle a eu lieu le 1er mars 2011.

## Actionnaires
En mai 2020, les actionnaires de Medgaz sont :
- Sonatrach (Algérie) – 51%
- Naturgy (Espagne) – 49%